# Caso P. Diddy
Sean Combs, conhecido como P. Diddy, foi preso em 16 de setembro de 2024, em Nova York, enfrentando acusações graves, incluindo tráfico sexual, extorsão, conspiração e transporte para fins de prostituição. Durante a audiência, ele se declarou inocente, mas teve seu pedido de fiança negado, com o tribunal destacando seu histórico de abuso de substâncias e acessos de fúria como riscos à sociedade. As acusações incluiam extorsão com pena máxima de prisão perpétua e tráfico sexual com um mínimo de 15 anos, além de transporte para prostituição, que podeia resultar em até 10 anos de prisão.
No final ele foi inocentado das acusações mais graves de tráfico sexual e racketeering (ser chefe de uma associação criminosa), mas foi condenado por transporte para engajar em prostituição.

## História
O caso de Sean "Diddy" Combs emergiu como um dos escândalos mais significativos da indústria musical, especialmente após sua prisão em 16 de setembro de 2024, em meio a graves acusações. Reconhecido pela revista "Time" como o "homem mais onipresente do hip-hop", Combs é amplamente celebrado por ter descoberto artistas como Usher, Mary J. Blige e Notorious BIG, além de ser o proprietário do selo Bad Boy Records.
No final de 2023, Cassie formalizou acusações de agressão sexual contra Diddy. Em maio de 2024, um vídeo que mostrava Combs agredindo a cantora foi divulgado, o que levou a um processo que foi resolvido fora do tribunal. No entanto, essa situação desencadeou uma série de novas denúncias de agressão sexual, resultando em investigações adicionais sobre o rapper.
No contexto das acusações contra Sean "Diddy" Combs, uma figura notável é Cassie Ventura. A cantora e ex-namorada de Combs conheceu o rapper quando tinha apenas 19 anos, enquanto ele contava com 37 e era o chefe da gravadora Bad Boy Records. O relacionamento entre os dois foi marcado por idas e vindas, durando até 2018.
Cuba Gooding Jr. também é citado no caso envolvendo Sean "Diddy" Combs. Em fevereiro de 2023, Rodney “Lil Rod” Jones, ex-produtor e cinegrafista de Combs, processou o rapper, alegando assédio sexual, drogas e ameaças, além de mencionar envolvimento em atividades ilegais, como tráfico de drogas e sexual.
Em abril, Jones expandiu sua ação, incluindo Cuba Gooding Jr. como réu. Segundo suas alegações, durante um encontro em um iate, Combs apresentou Gooding a Jones e sugeriu que eles ficassem a sós. Nessa ocasião, Gooding teria assediado e agredido Jones. É importante ressaltar que Gooding já enfrentou acusações de estupro em 2023, que foram resolvidas por meio de um acordo com a vítima, que permanece não identificada.
Yung Miami, ex-namorada de Sean "Diddy" Combs, é citada nas alegações feitas por Rodney “Lil Rod” Jones, que afirma que a rapper recebia uma taxa mensal para atuar como profissional do sexo para Combs e chegou a alugar um avião para transportar drogas para ele. Jones também menciona que uma prima de Yung Miami, não identificada no processo, o agrediu sexualmente em 2022.
Além disso, o processo inclui uma extensa lista de co-réus, que abrange desde Combs e seu filho, Justin Dior Combs, até executivos da indústria musical, como Lucian Grainge, da Universal Music Group, e Habtemariam, ex-executivo da Motown Records. O nome do príncipe Harry também foi citado, mas sem alegações específicas contra ele; seu nome foi utilizado para ilustrar as conexões de alto nível de Diddy, indicando que ele era conhecido por organizar festas que atraíam celebridades e figuras poderosas. As relações de Diddy com diversas estrelas da música e da cultura pop continuam a ser um foco de atenção da mídia, dada sua influência no setor.

## Caso
A divulgação das acusações gerou um intenso debate sobre as diversas celebridades que estiveram ou estão associadas a Combs. Embora muitos ainda não tenham se manifestado publicamente, o envolvimento de figuras conhecidas já começou a chamar a atenção, levando a questionamentos sobre suas relações com o rapper e as implicações desses laços em meio às alegações graves que pesam sobre ele.
Após meses de investigação, Sean "Diddy" Combs foi preso pela Promotoria de Nova York, enfrentando acusações de tráfico sexual, associação ilícita e promoção da prostituição. Segundo o documento de acusação, Combs é acusado de ter abusado, ameaçado e coagido mulheres ao longo de décadas, utilizando seu "império" musical para satisfazer seus desejos e encobrir suas ações. Ele se declarou inocente em tribunal, mas teve o pedido de fiança negado e permanece detido aguardando julgamento. Se considerado culpado, Diddy pode enfrentar uma pena de prisão perpétua.
A Promotoria alega que Combs geriu um esquema criminoso desde 2008, envolvendo sequestros e coação de vítimas para participarem de eventos sexuais, conhecidos como “freak-offs”. Recentemente, uma nova acusação de estupro de vulnerável surgiu, onde a vítima, Thalia Graves, afirma ter sido drogada e agredida em 2001. Ao longo dos anos, Combs, que hoje tem 54 anos, acumulou um histórico de relacionamentos e controvérsias envolvendo diversas celebridades, incluindo Jennifer Lopez e Usher, que relataram experiências desconcertantes.
O caso está em andamento, com novas audiências programadas, mas sem data definida para o julgamento. Combs continua a afirmar sua inocência, enquanto as alegações contra ele, abrangendo décadas de abusos, geram repercussões significativas no cenário da música e da cultura pop.

## Principais nomes envolvidos
Entre os principais nomes associados a Sean "Diddy" Combs, destacam-se várias celebridades que tiveram relações notáveis com o rapper. Jennifer Lopez, por exemplo, namorou Combs de 1999 a 2001, período marcado por intensa cobertura midiática e um incidente em que Diddy foi preso após um tiroteio em uma boate de Manhattan. Embora as acusações contra ele tenham sido posteriormente retiradas, o relacionamento terminou nesse mesmo ano.

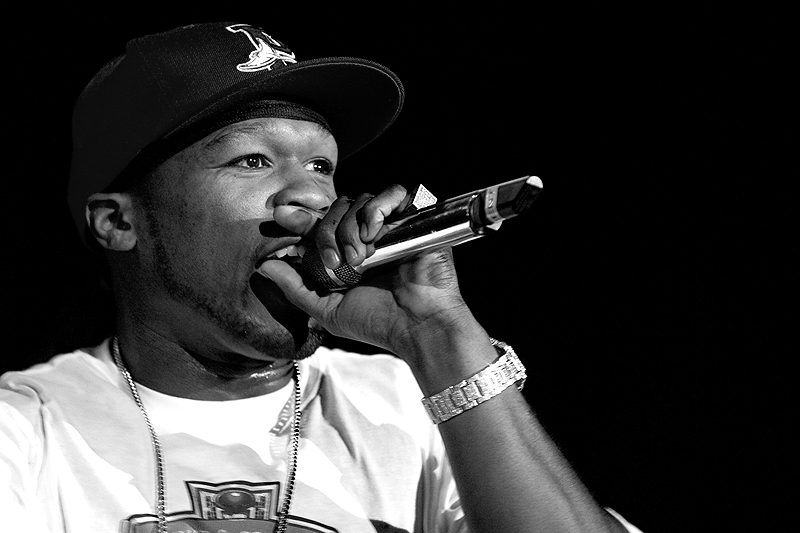
50 Cent em um concerto

50 Cent tem uma rivalidade pública com Diddy, que remonta a 2006, quando criticou o rapper em uma música e o acusou de estar ligado à morte de Notorious B.I.G. Recentemente, 50 Cent anunciou a produção de um documentário sobre as alegações contra Combs, intitulado "Diddy Do It?".
Jay-Z, que mantém uma amizade de longa data com Diddy, foi criticado nas redes sociais por Nicki Minaj e 50 Cent pela sua falta de posicionamento em relação ao caso. Apesar da amizade, Jay-Z não foi mencionado nas alegações, embora tenha sofrido outras acusações conspiratórias em decorrência disso, incluindo Beyoncé. Durante o talk show Uncensored, de Piers Morgan, a cantora Jaguar Wright chamou Jay-Z e P. Diddy de "monstros".
Naomi Campbell, amiga de Diddy, organizou uma festa para ele em novembro de 2023, mas apagou fotos da celebração após as acusações de Cassie Ventura.
Usher, que foi apadrinhado por Diddy nos anos 90, também fez declarações sobre as experiências confusas que teve durante o tempo em que viveu com o rapper, mas não se manifestou sobre as recentes alegações. A situação de Combs continua a reverberar na mídia, envolvendo uma rede complexa de relacionamentos e acusações.

## Julgamento
O julgamento de Sean Combs começou em maio de 2025 no Tribunal Distrital Federal em Lower Manhattan, Nova York, onde o Combs foi acusado de uma série de crimes sexuais (associação criminosa, ou racketeering; tráfico sexual com uso de força, fraude ou coerção; e transporte para se envolver em prostituição), dos quais se declarou inocente. Em 2 de julho de 2025, após três dias de deliberação, o júri considerou Combs inocente das acusações de em racketeering e tráfico sexual. Ele foi considerado culpado de duas acusações de transporte para fins de prostituição.